# Tatjana Sergejeva
Tatjana Pavlovna Sergejeva, russisk: Татьяна Павловна Сергеева (født 28. november 1951 i Tver, Sovjetunionen) er en russisk komponist, pianist og organist. På musikkonservatoriet i Moskva studerede hun piano med Rosjtjina (russisk: Людмила Владимировна Рощина), orgel med Natalija Gurejeva-Vedernikova (russisk: Наталия Гуреева-Ведерникова) og komposition med Aleksej Nikolajev (russisk: Алексей Александрович Николаев). År 1987 vandt hun Sjostakovitj kompositionspris. Hendes musik er inspireret af den græske og romerske antikken.

## Værker
- Daphne, trio før Saxofon, Cello og Orgel
- Serenade for Trombone og Orgel
- Sonate for Cello og Orgel
- Sonate for Violin og Orgel

## Diskografi
- Russische Komponistinnen, Sonate for Cello og Orgel (Audio CD, Musikproduktion Ambitus, amb97866, 1993)
- Musical World of Tatiana Sergeyeva, kammermusik, orkerstermusik, vokalmusik (Audio CD, Boheme, 2000)